# Hermann Heye

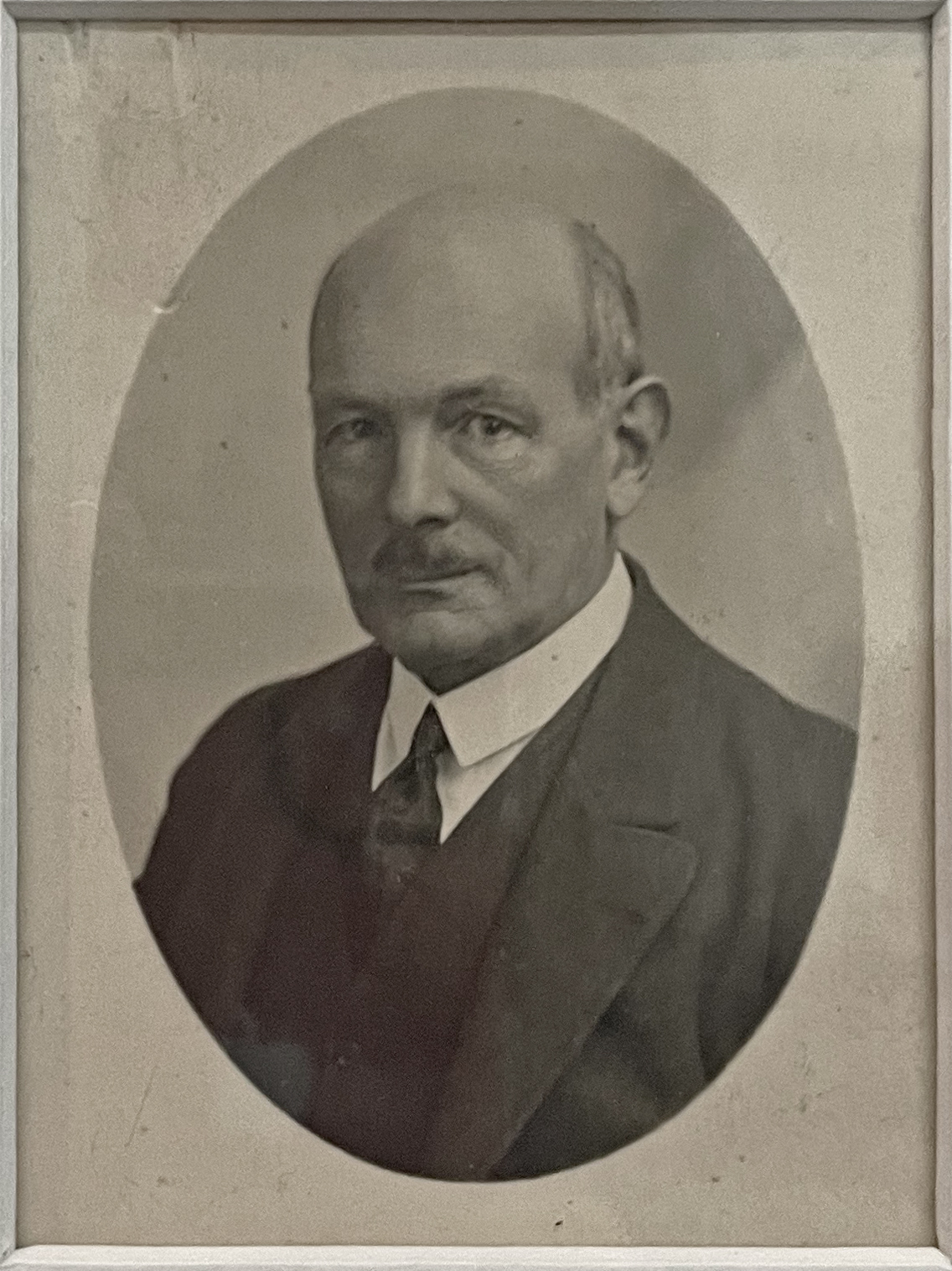
Kommerzienrat Hermann Heye, Foto um 1900

Hermann Heye (* 16. Dezember 1865 in Gerresheim, Kreis Düsseldorf; † 27. Februar 1941 in Baden-Baden) war ein deutscher Industrieller.

## Leben
Hermann Heye war der Sohn des Gerresheimer Glasindustriellen Ferdinand Heye aus dessen Ehe mit Pauline (1840–1928), einer Tochter des Kaufmanns Johann Carl Heye (1798–1876) aus Bremen. Sein Großvater war der Kaufmann und Unternehmer Caspar Hermann Heye, der 1823 Teilhaber der 1799 gegründeten Glashütte in Obernkirchen geworden war und sie ab 1842 als Alleininhaber geführt hatte. Ferdinand Heye, Hermann Heyes Vater, hatte sich seinen Erbteil ausbezahlen lassen und mit dem Kapital 1864 die Gerresheimer Glashütte gegründet. Anfangs wurden nur Grünglasflaschen und Demijohns hergestellt. Nach Verbesserungen des Verfahrens exportierte die Firma seit 1882 auch nach Übersee. Damals beschäftigte sie bereits 1200 Glasmacher. Seit 1881 brachte eine bessere Schmelztechnik den Übergang zur Massenproduktion. Um 1885 galt die Fabrik als größte Flaschenhütte der Welt.

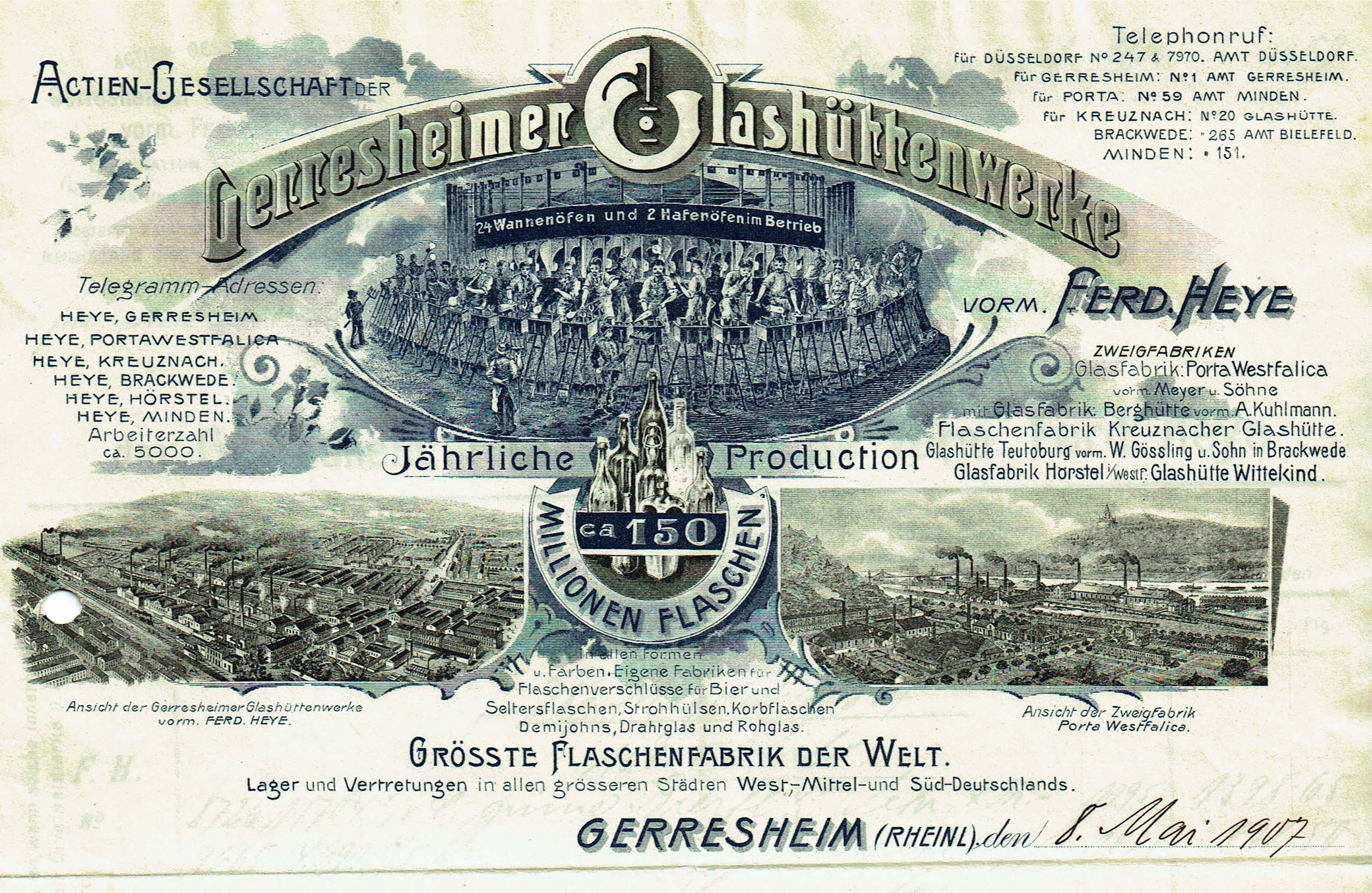
Rechnungskopf der „Actien-Gesellschaft der Gerresheimer Glashüttenwerke“, 1907

Hermann Heye hatte das humanistische Hohenzollern-Gymnasium in Düsseldorf besucht und einige Auslandsreisen unternommen, als sein Vater 1889 im Alter von 51 Jahren starb und er als der älteste der fünf Söhne im Alter von 23 Jahren in den Vorstand des Unternehmens eintrat. Dort waren anfangs neben ihm die Prokuristen Gustav Dammeyer und Carl Schmidt tätig. 1891 übernahm Heye die Geschäftsleitung. Unter seiner Führung stieg die Gerresheimer Glashütte zu einer Weltfirma auf, indem ihr der Übergang vom anfänglich reinen Handbetrieb zur maschinellen und automatischen Flaschenherstellung gelang.
Zwischen 1896 und 1911 erwarb das Unternehmen allein im Deutschen Reich acht Hütten, unter anderem in Porta Westfalica, Minden und Lippstadt. Die Produktion von Hohlglas wurde durch die Herstellung von Glasbausteinen sowie Draht- und Rohglas erweitert. 1907 gründete er mit anderen europäischen Glasherstellern den Europäischen Verband der Flaschenfabriken GmbH, um die von Seiten einer US-amerikanischen Gesellschaft für Europa angebotenen Patente an der Flaschenblasemaschine von Michael Owens für 12 Millionen Mark anzukaufen. Gleichzeitig wurde ein Exportverzicht nach Europa ausgehandelt. So bildete sich in dem Industriezweig ein internationales Absatzkartell, das über beide Weltkriege hinaus Bestand hatte.
Als Stadtverordneter unterstützte Heye Oberbürgermeister Wilhelm Marx bei dessen Vision einer modernen Großstadt. Von 1907 bis 1918 gehörte er dem Provinziallandtag der Rheinprovinz an. 1895 gehörte Heye zu den Gründern der „Gas & Elektricitätswerke“ zu Gerresheim. In den Jahren 1904 bis 1906 ließ er dort als Werkswohnungsbau im Konzept der Gartenstadt die Meistersiedlung errichten. Für die Stadtentwicklung im Düsseldorfer Raum hatten auch Heyes Grundstücksgeschäfte eine große Bedeutung. Er initiierte 1898 die Terraingesellschaft Düsseldorf-Reisholz AG. Diese Gesellschaft erwarb in großem Maßstab Flächen in der Bürgermeisterei Benrath und erschloss sie verkehrstechnisch. Dadurch entstand in Reisholz ein großes Industrierevier. Zu den Erschließungsanlagen zählten nicht nur Straßen, sondern auch der Reisholzer Rheinhafen und private Güterbahngleise.
Hermann Heye heiratete 1898 Alice Trinkaus (1871–1930), die Tochter des einflussreichen Düsseldorfer Bankiers Christian Gottfried Trinkaus. Das Paar hatte fünf Töchter, darunter Alice, deren Ehemann Niels von Bülow (* 1894) 1941 die Geschäftsleitung der Gerresheimer Glashütte übernahm. Über seine Ehefrau wurde Heye Besitzer von Schloss Elbroich. Wie sein Schwager Max Trinkaus gehörte Heye dem 1912 gegründeten Industrie-Club Düsseldorf an.